# Свети Йоан Богослов (Никозия)
„Свети Йоан Богослов“ (на гръцки: Καθεδρικός Ναός Αγίου Ιωάννη) е православна катедрала, която се намира до Архиепископския дворец и срещу Общокипърската гимназия в Стария град на Никозия. Въпреки че църквата е малка в сравнение с другите религиозни храмове в града, тя е официалната държавна църква. Коронацията на всички нови архиепископи на Кипър се провежда в нея.

## История
Църквата е построена на мястото на лузинянското бенедиктинско абатство „Свети Йоан“ от XIV век. Като резултат от честите набези на мамелюци, през 1426 година бенедиктинският орден напуска острова и манастирът преминава в православни ръце, но продължава да е посветен на Свети Йоан Богослов.
През XVII век архиепископ Никифор възстановява сградата, ползвайки част от запазените основи. Над западния вход на църквата е поставена мраморна плоча, която дава информация за началната дата на започването на строежа – 30 април 1662 година. Не е известно точно кога е завършена, но се предполага, че това става между 1662 и 1674 година.
Църквата остава неосветена до 1720 година, когато архиепископ Силвестър я реконструира и я превръща в резиденция на архиепископа на Кипър.

## Екстериор
Катедралата е малка, със скромен външен вид, изпълнена според изискванията на османското управление от онова време. Изградена е във франко-византийски стил, еднокорабна, без купол, с външни контрафорси и западен портик.
Първоначално църквата е нямала притвор. Той е достроен през 1779 година, или малко преди архиепископ Хрисант, с три арки в западната, една в южната и една в северната част. Горната част от оригиналната западна стена над пода на таванското помещение е била разрушена и то е удължено до западната стена на притвора. Стените на храма са високи и дебели, поддържани от контрафорси с размери 80х85х130 cm. Изградени са от обработени, квадратни и правоъгълни камъни от варовик. Разпределени са по 6 на северната и съответно на южната стена.
На изток е изградена външна апсида, която е полукръгла към вътрешното пространство и петостенна навън. Към нейната южна страна е добавена още една, по-малка и по-ниска апсида (диаконикон), която се използва като ризница, помещение за съхранение на църковната утвар. Камбанарията се намира до южната страна на апсидата и е изградена по-късно.
Достъпът до вътрешността на храма се осъществява през три засводени врати с ширина 1,25 метра всяка. Две от тях са на западната стена, а третата — на южната. Има и една четвърта, по-малка врата, която води към двора на катедралата. Вътрешното пространство се осветява от 9 прозореца с неголеми размери, засводени като вратите. Пет от тях са на южната стена, а 4 – на северната. Високо в стените на притвора са оставени 5 малки правоъгълни прозореца, а един също такъв се намира в центъра на апсидата.

## Барелефи
Над южната и западната порта са поставени мраморни греди, произхождащи от старото абатство на франките. Над южния вход е вградена мраморна плоча, в средата на която има барелеф на лавров венец, който обгражда герб. На него са изобразени две голи човешки фигури, дърпащи 5 въжета, над които е застанал лъвът на св. Марко. Предполага се, че гербът е от XVI век, когато Никозия е владяна от Венецианската република.
Над мраморната греда на западния вход има барелеф във вид на трилистна арка, в двата долни края на която са изработени две розети. В центъра на арката са гравирани два изправени лъва. На мраморна плоча над тях са изобразени три герба – два в лявата и дясната част, и един в средата над тях. На долните два са изобразени изправени лъвове, а на горния – гербовете на Лузиняните, на Йерусалим и Кипър. Предполага се, че на празното място в горния ляв ъгъл е имало релефни кръстове, които са били унищожени след турското нашествие. От двете страни на централния герб е изписан надпис, който съобщава за строителството на храма от архиепископ Никифор.
Високо над тази плоча има още една, също мраморна плоча с релефни гипсови фигури. В центъра е изобразено разпятието на Христос, а в двата края – мъж и жена в молитвени пози. Предполага се, че барелефът произхожда от по-стария готически храм, който или е бил разрушен, или превърнат в джамия след превземането на острова от Османската империя през 1570 година.

## Интериор
За разлика от умишлено скромния външен вид, интериорът е изненадващо богат. „Свети Йоан Богослов“ е единственият храм в Никозия, в който са оцелели напълно и изцяло оригиналните стенописи. Иконостасът е дърворезбован, покрит със златни листа и осветяван от кристални полилеи. Дърворезбата е изработена през XVIII век от кипърски майстори, в най-добрите традиции на острова. Четирите най-големи икони на иконостаса са дело на критския майстор Йоанис Корнарис и са рисувани между 1795 и 1797 година. Дългите стени са покрити със стенописи от времето на архиепископ Филотей, рисувани между 1736 до 1756 година. Византийски фрески от XVIII век изобразяват сцени от Библията, а на южната стена се намира богата фреска, посветена на откриването на гробницата на Свети Барнаба край Саламин.
Тъй като катедралата представлява официалният държавен храм, в нея е поставен богато декориран трон за архиепископа, украсен с великолепно изпълнен византийски двуглав орел. Предвидени са и места за президента на Република Кипър и за гръцкия посланик.

## Любопитно
През август 1977 година, тялото на архиепископ Макарий III лежи тук за поклонение в продължение на една седмица. В деня на погребението му внезапно завалява пороен дъжд, първият за този месец в Никозия, откакто се водят официални наблюдения на климата. Кипърските гърци припомнят старата гръцка поговорка, че когато един добър човек умира, небесата проливат сълзи за него. Кипърските турци обаче припомнят турската поговорка, че когато злият човек умира, небесата се опитват да отмият злодеянията му.
- Шестте колони на южната фасада
- Върхът на камбанарията
- Интериорът
- Бюстът на архиепископ Киприан пред катедралата
- Изрисуваният таван